# Arad vármegye főispánjainak listája
| Név | Aradi főispáni időszaka | Pozíció jellege                                                    | Megjegyzés (általa betöltött egyéb főispáni pozíciók) | Forrás               |
| --- | --- | ------------------------------------------------------------------ | --- | -------------------- |
| ismeretlen (nescitur) | 1526–1614 |                                                                    | | [ 1 ]                |
| Dóczy András, nagylucsei (Andreas Dóczy) | 1614 | főispán                                                            | - 1602–1620. február (haláláig) Bars vármegye főispánja - 1610. március 10.–1620. február (haláláig) Szatmár vármegye főispánja (főkapitány) („quoque in Sathmar”) | [ 1 ] [ 3 ]          |
| ismeretlen (nescitur) | 1614–1702 |                                                                    | | [ 1 ]                |
| Klobusiczky Ferenc, klobusiczy és zétényi báró | 1699–1702 | főispán                                                            | - 1694. szept. 17. – 1699 Néhai Horváth János utódaként Zaránd vármegye főispánja - 1701. július 28.– Sáros vármegye főispáni adminisztrátora | [ 4 ] [ 5 ]          |
| Consbruch Pál, gróf (Paulus Consbruch comes) | 1703. augusztus 10. – 1736. december 17. (haláláig)                                                                                       | főispán                                                            | A valóságos igazgatást a megyében Edelspacher Zsigmond aradi kamarai prefektus gyakorolta (a Zaránd vármegyei hatáskörrel együtt). | [ 1 ]                |
| ismeretlen (nescitur) | 1737–1743 |                                                                    | | [ 1 ]                |
| Sándor Mihály báró, zarándi főispán | 1738–1741 | főispán                                                            | - 1738–1741 Zaránd vármegye főispánja | [ 6 ]                |
| Andrássy Zsigmond, siklói (Andrássy de Sikló Sigismundus administrator) | 1741. december 12. – 1744 (1743–1744) | főispáni helytartó                                                 | | [ 6 ]                |
| Grassalkovich Antal, gyaraki gróf | 1744. augusztus 26. – 1751 | főispán („Arad első rendes főispánja”)                             | - 1742–1748 Pest megye főispáni adminisztrátora - 1751–1771 Nógrád vármegye főispánja - 1808–1825 Csongrád főispánja | [ 8 ] [ 1 ]          |
| Fekete György, galántai gróf (Fekete de Galánta Georgius comes) | 1751. július 30. – 1788. október 18. | főispán                                                            | | [ 9 ] [ 1 ]          |
| üresedés (vacantia) | 1788–1790 |                                                                    | | [ 1 ]                |
| Teleki Sámuel, széki gróf | 1785. március 30. (április 17.) –1787 | főispáni helytartó, kerületi kormányzó                             | - 1774– Küküllő vármegye főispánja - Nagyváradi kerület biztosa (Arad, Békés-Csanád-Csongrád, Bihar, Szabolcs, Hajdúvárosok területe) - 1785. július 16. – 1787 Bihar vármegye főispánja - 1791. július 5. – 1822 (haláláig) Bihar vármegye főispánja (másodszor) - 1792 – Máramaros vármegye főispánja | [ 12 ] [ 1 ] [ 6 ]   |
| Haller József, hallerkői gróf | 1787. febr. 20. – 1790. | főispáni helytartó, kerületi kormányzó                             | - Nagyváradi kerület biztosa (Arad, Békés-Csanád-Csongrád, Bihar, Szabolcs, Hajdúvárosok területe) - 1790. március 15.– Máramaros vármegye főispánja - 1804–1807 Kolozs vármegye főispánja | [ 1 ] [ 6 ]          |
| Almásy Pál, zsadányi és törökszentmiklósi (Almássy Paulus) | 1790. február 20. után – 1821 1790. február 16. – 1821. július 23. (haláláig)                                                             | főispán                                                            | - 1783–1787. januárig Fiumei kormányzó - 1787–1790 Pest kerületi kormányzó (főispáni helytartó) (Borsod, Fejér, Heves, Nógrád, Pest, Jászság, Kis- és Nagy-Kunság területére) | [ 1 ]                |
| Wenckheim József báró (Wenckheim Josehus baro) | 1822 – 1830. március 1. 1823. április 8-tól mint adminisztrátor, 1825. június 27-től mint valóságos főispán 1830. március 1-ig, haláláig. | adminisztrátor, majd főispán                                       | |                      |
| Orczy Lőrinc, orci báró (Orczy Laurentius baro) | 1830–1836 1830. augusztus 9. – 1837. szeptember 18.                                                                                       | főispán                                                            | - Heves és Külső-Szolnok vármegye főispáni helytartója (1827. november 13. – 1830) - 1830-ban Csanád vármegyébe nevezték ki főispánnak, de beiktatása előtt Arad vármegyébe nevezték ki. | [ 17 ]               |
| Szerencsy István, szigeti (Szerencsy Stephanus) | (1836–1842) 1837. szeptember 18. – 1845. május 6. (saját kérésére felmentették)                                                           | beiktatott főispán                                                 | (utóbb hétszemélynök, postea septemvir) | [ 6 ] [ 18 ]         |
| Faschó József, lucsivnai (Facho de Lucsivna Josephus) | 1845. május 6. előtt /kinevezés/. 1845. augusztus 18. – 1848. április 16. között volt tisztében (1846−1848)                               | főispáni helytartó                                                 | | [ 19 ]               |
| Bohus János, világosvári (vagy világosi) (Bohus de Világos Joannes) | 1848. április 20. – 1848. december (1848. április 11./kinevezés/ – 1849)                                                                  | főispán                                                            | | [ 21 ]               |
| Török Gábor, váradi | 1848–1849 | forradalmi kormánybiztos                                           | - Arad város polgármestere (1848/49-ben, majd 1861-ben) - „Arad vármegye önfeláldozó kormánybiztosa. Halálra, majd 10 év börtönre ítélték.” | [ 22 ]               |
| Tomcsányi József (Tomcsányi Josephus) | 1849. május 26. – 1849. augusztus | főispán                                                            | - 1861-ben Csongrád vármegye főispánja - 1865. szeptember 1. – 1867. Csongrád vármegye főispáni helytartója - 1867. március 31. – 1876. május 4.(haláláig) Békés vármegye főispánja | [ 23 ]               |
| „Az önkényuralom idejében Arad ismét a nagyváradi kerületbe volt beosztva; megyefőnökei 1849–1860 között:” | |                                                                    | |                      |
| Atzél János | 1849 – 1853. március 17. (vagy április 5-ig, haláláig)                                                                                    | megyefőnök (császári biztos)                                       | „…hosszas betegsége miatt a megye vezetését titkárára, Kádas Péterre volt kénytelen bízni.” | [ 6 ] [ 25 ]         |
| Semsey Albert, sárosi és semsey | 1853. június 21. (vagy 26.) – 1853 | megyefőnök (császári biztos)                                       | - 1850. július 31.– Sáros vármegye cs. kir. főnöke | [ 6 ] [ 27 ]         |
| Haukh Ferdinánd Keresztély | 1853. (augusztus 1.) – 1857 | nagyváradi kerületi főispán                                        | | [ 25 ]               |
| Faschó József, lucsivnai (Fascho de Lucsivna Josephus) | 1857–1860 | megyefőnök (császári biztos)                                       | | [ 19 ]               |
| Szévald Móric | 1859. július 19. – 1860. október | megyefőnök (cszászári biztos)                                      | - 1860. október 5.– Pest-Solt megyefőnöke (pár hétig, Pest-Solt és Pest-Pilis egyesítéséig.) | [ 28 ]               |
| | |                                                                    | |                      |
| Bohus János, világosvári (vagy világosi) | 1860. október 30. – 1861. (augusztus 22.) november 21.                                                                                    | főispán                                                            | (Másodszor) | [ 6 ]                |
| | |                                                                    | |                      |
| Hofbauer Lajos | 1861. október 7. – 1863. szeptember | királyi kormánybiztos                                              | | [ 6 ]                |
| Szerb Tivadar | 1863. szeptember – 1865 | királyi kormánybiztos                                              | | [ 6 ]                |
| Popa György | 1865–1867 | királyi kormánybiztos                                              | | [ 6 ]                |
| „Az alkotmány helyreálltával:” | |                                                                    | |                      |
| Szende Béla | 1867. április 20. – 1869. január | főispán                                                            | | [ 6 ]                |
| „1869 januárjától 1871 májusáig a főispáni szék betöltetlen volt.” | |                                                                    | |                      |
| Dáni Ferenc | 1871. július 17. – 1873. május 20. | –                                                                  | Arad thj. város főispánja | [ 29 ]               |
| Atzél Péter, borosjenői | 1871. május 5. – 1878. december 18. | főispán                                                            | - Arad thj. város polgármestere volt 1867-től - 1875. január 19. – 1878. december 18. Arad thj. város főispánja is. | [ 31 ] [ 32 ]        |
| Tabajdi Károly | 1879. június 29. – 1886. október 7. | főispán                                                            | - 1879. június 29. – 1886. október 7. Arad thj. város főispánja is. - 1880. decembertől Krassó-Szörény vármegye főispánja is. Hivatali idejében elhunyt. | [ 33 ] [ 34 ]        |
| Fábián László | 1886. november 8. – 1900. október 2. | főispán                                                            | - 1886. november 8. – 1900. október 2. Arad thj. város főispánja is. | [ 35 ] [ 36 ]        |
| Urbán Iván | 1900. október 2. – 1905. október 21. | főispán                                                            | - 1900. október 2. – 1905. okt. 21. Arad thj. város főispánja is. | [ 37 ] [ 38 ] [ 39 ] |
| Vásárhelyi Béla | 1905. október 21. – 1906. április 19. | főispán                                                            | - 1905. október 21. – 1906. április 19. Arad thj. város főispánja is. | [ 40 ] [ 41 ]        |
| Károlyi Gyula | 1906. április 21. – 1910. február 5. | főispán                                                            | - 1906. április 21. – 1910. február 5. Arad thj. város főispánja is. | [ 42 ] [ 43 ]        |
| Urbán Iván | 1910. február 17. – 1915. október 8. | főispán                                                            | - 1910. február 17. – 1915. október 8. Arad thj. város főispánja is. (Hivatali idejében elhunyt) | [ 44 ]               |
| Baross Ferenc, bellusi dr. | 1915. december 31. – 1917. május 22. | főispán                                                            | (Hivatali idejében elhunyt). | [ 46 ]               |
| Kintzig János, nyéki | 1915. december 31. − 1917. június 14. | –                                                                  | Arad thj. város főispánja | [ 47 ] [ 48 ]        |
| Barabás Béla | 1917. július 25. – 1918. november 5. | –                                                                  | Arad thj. város főispánja | [ 49 ]               |
| Purgly László | 1917. július 25. – 1918. november 2. | főispán                                                            | | [ 51 ] [ 52 ]        |
| Varjassy Lajos | 1918. november 10. – 1919. május 5. | kormánybiztos-főispán                                              | - 1905–1918 Arad thj. város polgármestere - 1918. november 10. – 1919. május 5. Arad thj. város kormánybiztosa | [ 53 ]               |
| Arad román fennhatóság alatt állt 1919. május 17-től 1920 áprilisáig. A vármegye Magyarországnak ítélt része 1920 és 1923 között Elek székhellyel önálló volt, majd 1923 és 1945 között Csanád, Arad és Torontál k.e.e. vármegye részeként funkcionált. | |                                                                    | |                      |
| Kiss Jenő, zilahi | 1920. május 19. – 1921. július 17. | főispáni teendők ellátásával megbízott kormánybiztos               | - Békés vármegye főispáni teendőinek ellátásával megbízott kormánybiztos (egyidejűleg) | [ 54 ] [ 55 ]        |
| Salacz Gyula, endrődi | 1921. július 17. – 1922. szeptember 9. | főispáni teendők ellátásával megbízott kormánybiztos               | - Csanád vármegye főispáni teendőinek ellátásával megbízott kormánybiztos (egyidejűleg) | [ 56 ]               |
| Purgly Emil, jószáshelyi | 1922. szeptember 9. – 1923. december 23.                                                                                                  | főispáni teendők ellátásával megbízott kormánybiztos, majd főispán | - Csanád vármegye főispánja (egyidejűleg) - 1924. január Csanád, Arad és Torontál k.e.e. vármegye főispánja | [ 58 ] [ 59 ]        |